# Nothaphoebe poilanei
Nothaphoebe poilanei är en lagerväxtart som beskrevs av H. Liou. Nothaphoebe poilanei ingår i släktet Nothaphoebe och familjen lagerväxter. Inga underarter finns listade i Catalogue of Life.